# 科技罪案初步應變小組
科技罪案調查及應變小組（英文：Technology Crime Investigation and Response Cadre，縮寫：TCIRC）於2001年成立，隸屬於香港警務處刑事及保安處刑事部網絡安全及科技罪案調查科，主要責任為協助了解科技罪案、在罪案現場處理數碼證據，並且協助為網罪科以外的前線警務人員提供與打擊科技罪案相關的訓練等等。

## 組織
崗位屬於兼任職務，輪值24小時候命。

## 歷史

### 電腦罪案調查支援組成立
臨近2000年代，電腦使用率在香港持續飆升，電腦罪案組的工作量亦持續地增加，日趨繁複，當前編制不足以應付在香港各區所發生的電腦罪案。因此，商業罪案調查科於1999年7月20日至21日一連兩日在警察訓練學校舉辦首個電腦罪案調查支援組訓練課程，為求為各警區和單位培訓對電腦罪案有相當認識的人員，內容包括講座、筆試以及電腦罪案調查支援組的甄選程序，逾180名警務人員和數名入境事務處和海關人員參與。同年12月，電腦罪案調查支援組（簡稱電腦罪案調查組；英文：Computer Crime Investigation Cadre）成立，編制為83名，此舉促使警察力量增加，提升警務處應付電腦罪案所帶來的挑戰的能力。

### 科技罪行初步支援小組成立
2001年，隨著電腦罪案組改革成立為科技罪案組，電腦罪案調查支援組亦改革成立為科技罪行初步支援小組。
2010年，科技罪行初步支援小組出動大規模地打擊涉及2010年世界盃足球賽的非法足球賽事賭博集團。
由於科技罪行初步支援小組組員遍布各個警區，因此可以參與全香港性大型行動，最大規模一次為於2013年8月反兒童色情物品行動，共出動27名人員搜查位於香港各處的35個地點，拘捕共22名疑犯，檢獲24部電腦及兩部手提電話，內藏合共73,912張兒童色情照片及2,455套兒童色情短片。

### 重組為科技罪案初步應變小組
隨著智慧型手機及平板電腦普及，兩者亦相繼成為了新興的犯罪工具，涉及多種類型罪行，包括偷拍裙底、網絡詐騙及收受非法賭注等等。加上整體科技罪案數量大幅度地上升，從2012年的3,015宗至2014年增加至5,133宗，致使科技罪案組的工作量大幅度地增加。2013年，科技罪案組接獲為行動裝置進行法理鑑證的要求高達2,853宗（單是手提電話，已經涉及近4,000部。），比較2012年的2,462宗增長16%。為求促進效率，善用警察力量，將高科技犯罪證據保留，以增加破案率，科技罪行初步支援小組於2013年11月重組為科技罪案初步應變小組，包括添置多種器材、擴大職能，為科技罪案組的行動電話、智慧型電話及平板電腦等行動裝置進行初步法理鑑證及為科技罪案組外的前線警務人員提供與打擊科技罪案相關的訓練任務，加強科技罪案初步應變小組對處理流動裝置的訓練，例如提供操作法證儀器及電腦程式的法理鑑證訓練等等，藉以提升科技罪案初步應變小組處理更複雜及更廣範的科技罪案的能力及水平，減少後期分析人員的工作量，致使科技罪案組可以集中資源，調查嚴重科技罪案。

## 遴選訓練
投考加入科技罪案初步應變小組的人員需要擁有良好服務紀錄及具備豐富的電腦科學知識、自律及團隊精神等，成功通過面試的投考人，會接受由科技罪案組舉行為期5日密集式的訓練，內容包括保存證據鏈及封裝證物及蒐證等。成功通過考試的投考人，方能正式成為一員。

### 培訓
人員於往後每兩年均需要再通過複修訓練，方能繼續投入服務。。